# Aleksandrowo (Płock)
Pour les articles homonymes, voir Aleksandrowo.
Aleksandrowo (prononciation : [alɛksanˈdrɔvɔ]) est un village polonais de la gmina de Staroźreby dans le powiat de Płock de la voïvodie de Mazovie dans le centre-est de la Pologne.
Il se situe à environ 6 kilomètres à l'ouest de Staroźreby (siège de la gmina), 17 km au nord-est de Płock (siège du powiat) et à 88 km au nord-ouest de Varsovie (capitale de la Pologne).

## Histoire
De 1975 à 1998, le village appartenait administrativement à la voïvodie de Płock.